# Astilbe grandis
Astilbe grandis Stapf ex E.H.Wilson är en stenbräckeväxt.
Astilbe grandis ingår i släktet Astilbar och familjen Stenbräckeväxter. 
Inga underarter finns listade i Catalogue of Life.